# كأس أوروبا الوسطى 1928
كأس أوروبا الوسطى 1928 هو موسم من كأس أوروبا الوسطى. شارك فيه  8 فريقاً، وفاز فيه نادي فيرينتسفاروشي.